# Sergueï Konionkov
Sergueï Timofeïevitch Konionkov (Серге́й Тимофе́евич Конёнков), né le 28 juin 1874 (10 juillet dans le calendrier grégorien) dans le village de Karakovitchi, près de Roslavl (gouvernement de Smolensk), et mort le 19 décembre 1971 à Moscou (URSS), est un sculpteur russe et soviétique.

## Biographie
Konionkov descend d'une famille de paysans. Il étudie à l'École de peinture, de sculpture et d'architecture de Moscou auprès de Sergueï Ivanov, sortant diplômé en 1897. Cette même année, il visite la France, l'Italie et l'Allemagne. De retour en Russie, il étudie la sculpture à l'École supérieure d'art de l'Académie russe des beaux-arts de Saint-Pétersbourg, auprès de Vladimir Beklemichev. Son travail de diplôme (Samson délivré de ses chaînes) est jugé trop révolutionnaire par ses professeurs d'académie et il est détruit.
Konionkov est à Moscou lorsque la révolution de 1905 éclate. Sous l'influence des événements, il réalise une série de représentations des insurgés de la rue Presnia. En 1905, il décore le café Filippov de la rue Tverskaïa et crée en 1910 le bas-relief Réjouissance. Il travaille sur un « cycle forestier », utilisant le bois avec différentes techniques de travail, car pour lui la forêt représente la puissance élémentaire de la nature. Des exemples de ce travail sont le Stribog (1910) et la Fraternité des mendiants (1917). C'est l'un des premiers sculpteurs russes à se tourner vers le nu féminin. Il est qualifié de « Rodin russe » et connaît un succès de plus en plus important. En 1912, il voyage en Grèce et en Égypte. Il organise sa première exposition personnelle dans son atelier de la rue Presna. En décembre 1916, il en organise une deuxième et en novembre 1917, une troisième.

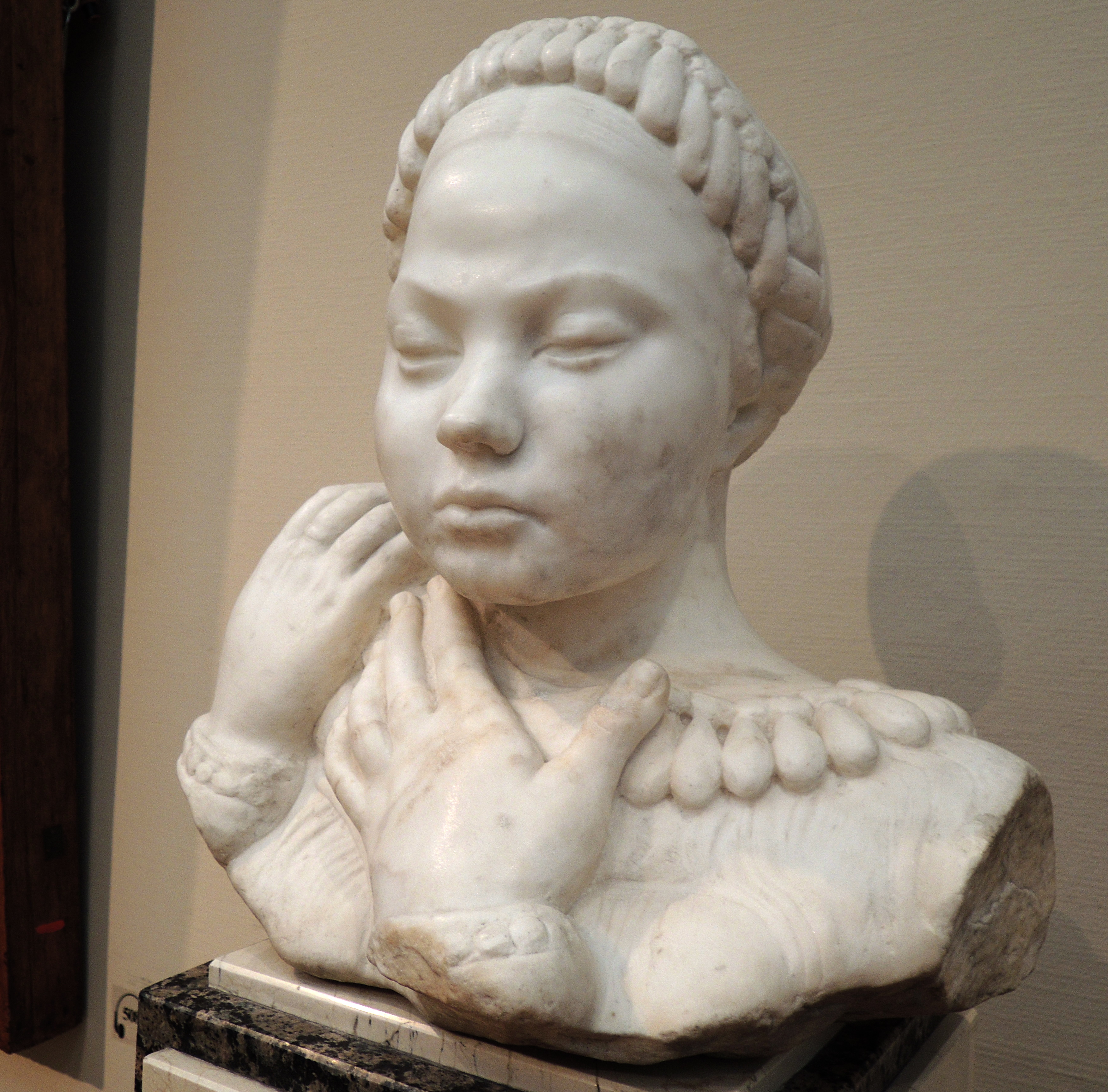
Lada (1909), galerie Tretiakov.

Konionkov prend le parti de la Révolution d'Octobre et participe au plan de la « propagande monumentale » lancé par Lénine en 1918. Son désir de monumentalité devient la tendance dominante de ces années. Il réalise de nouvelles formes avec le bas-relief Tombés dans le combat pour la paix et la fraternité des nations pour le mur du Kremlin et le monument à Stenka Razine de la place Rouge (1918-1919). Il enseigne de 1918 à 1922 au Vkhoutemas. Il participe en 1923 à l'organisation de l'Exposition panrusse de l'agriculture, de l'artisanat et de l'industrie à Moscou (plus tard Exposition des réalisations de l'économie nationale (VDNKh)).
Konionkov épouse en 1922 la juriste Margarita Ivanovna Vorontsova avec qui il voyage à la fin de l'année 1923 aux États-Unis afin de participer à une exposition d'art soviétique au Grand Central Palace, et en fait ils vont rester vingt-deux ans aux États-Unis, habitant à New York. Il y réalise des œuvres bibliques, reprenant le thème de l'Apocalypse et sculpte des figures du Christ, des Prophètes et des Apôtres. En 1928-1929, Koniokov voyage en Italie, et ouvre à Rome une exposition personnelle. Il rencontre Maxime Gorki dont il fait une représentation ainsi que celle de sa petite-fille Marfa, de sa fille Nina et de sa belle-fille Nadejda Alexeïevna Pechkova.
En 1935, il reçoit une commande de l'université Princeton d'un buste d'Albert Einstein. Einstein appréciait le travail de Konionkov, mais il appréciait surtout beaucoup sa femme Margarita Konionkova qui connaissait déjà Robert Oppenheimer. Pendant la Grande Guerre patriotique, Konionkov est membre du comité d'aide à la Russie.
En 1945, le navire Smolny ramène les Konionkov et toutes leurs œuvres en URSS sur ordre de Staline. Konionkov reçoit un atelier à Moscou, rue Gorki (ex-Tverskaïa). Il « bénéficiait encore d'une certaine faveur auprès du régime, puisqu'il lui commanda alors une plaque commémorative pour l'anniversaire de la Révolution d'Octobre sur la tour du Sénat du Kremlin ». En 1947, il est fait membre correspondant de l'Académie des beaux-arts d'URSS et membre à part entière en 1954. En 1965, une exposition rétrospective de ses œuvres est organisée pour son 90e anniversaire à Moscou.
Parmi les personnalités représentées par Konionkov, l'on peut distinguer Tourguéniev, Maïakovski, Tsiolkovski, Zelinski et différents compositeurs dont Jean-Sébastien Bach et Paganini. Il a réalisé des monuments pour Pouchkine, Tolstoï, Sourikov et une pierre commémorative pour Prichvine.
Konionkov est enterré au cimetière de Novodievitchi. Un autoportrait est installé sur sa sépulture, pour lequel il avait reçu le prix Lénine. Le musée Konionkov est ouvert rue Tverskaïa à Moscou. Des rues lui rendent hommage à Moscou, Smolensk et Roslavl.

## Distinctions
- Médaille Pour le travail vaillant dans la Grande Guerre patriotique 1941–1945
- Prix Staline de 3e classe (1951)
- Artiste du Peuple de la RSFSR (1955)
- Ordre de Lénine (1955 et 1964)
- Prix Lénine (1957) pour son autoportrait
- Artiste du Peuple d'URSS (1958)
- Héros du travail socialiste (1964)
- Citoyen d'honneur de Smolensk (1964)

## Quelques œuvres

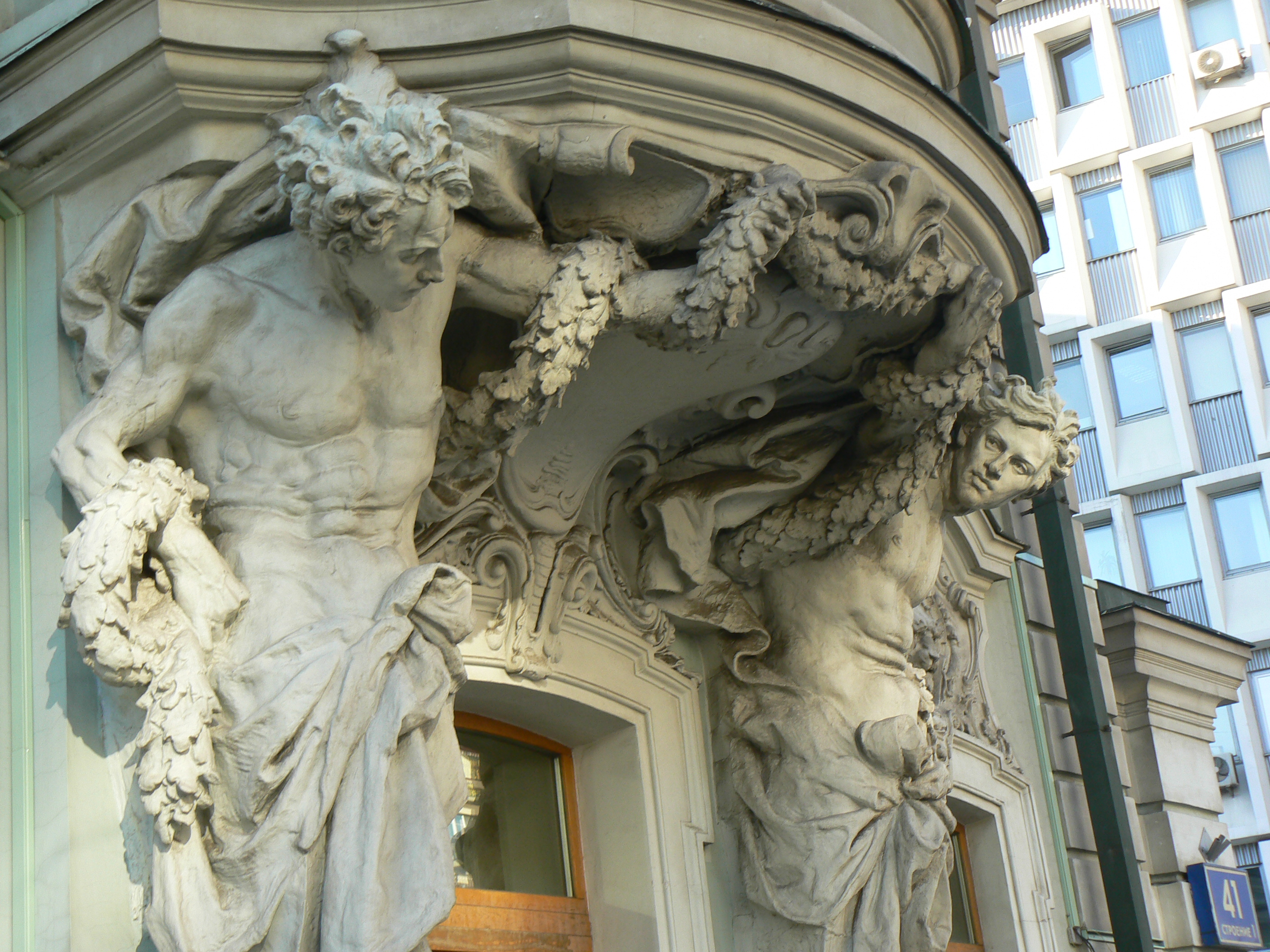
Atlantes (1893)
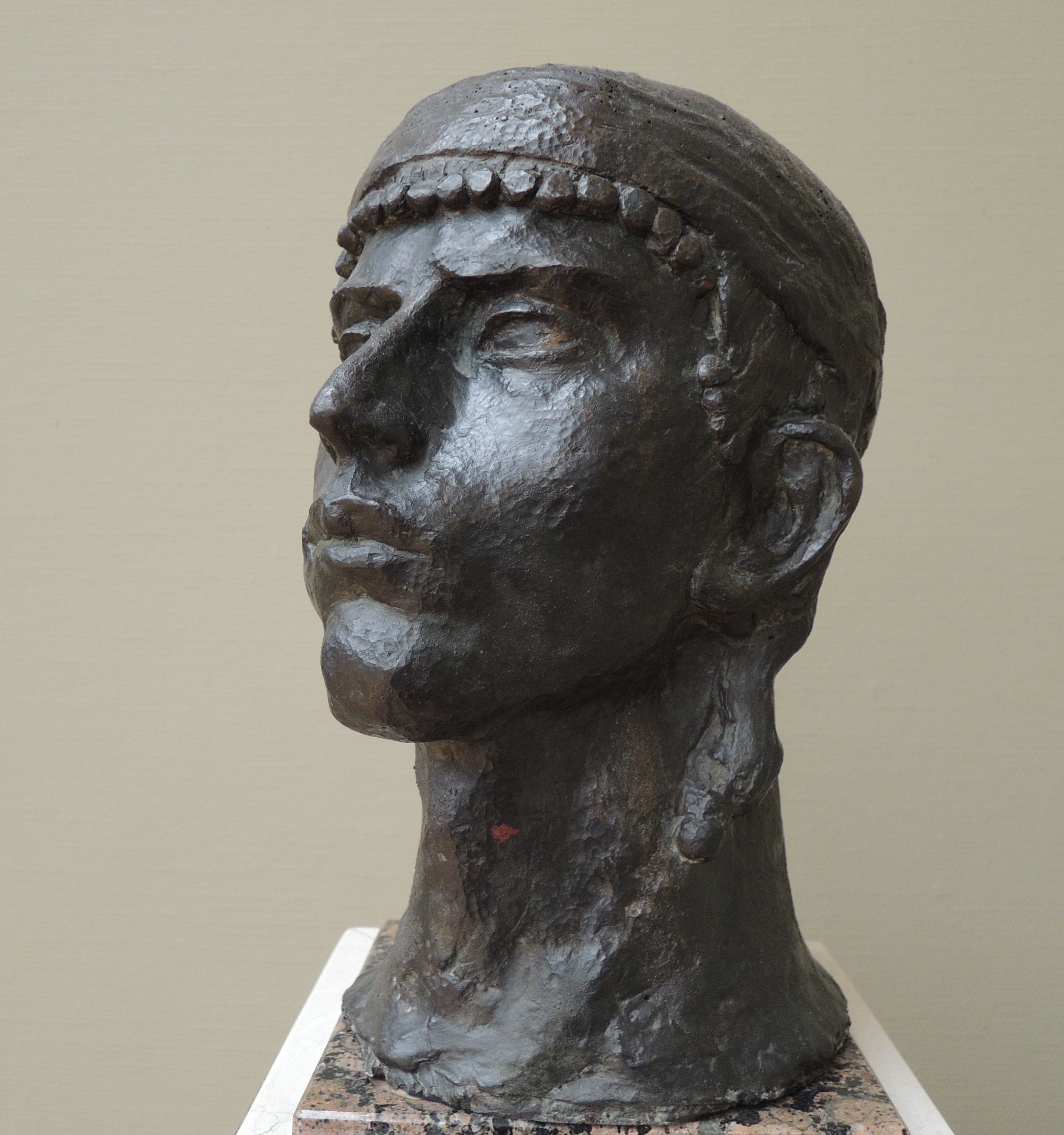
Horus (1909)
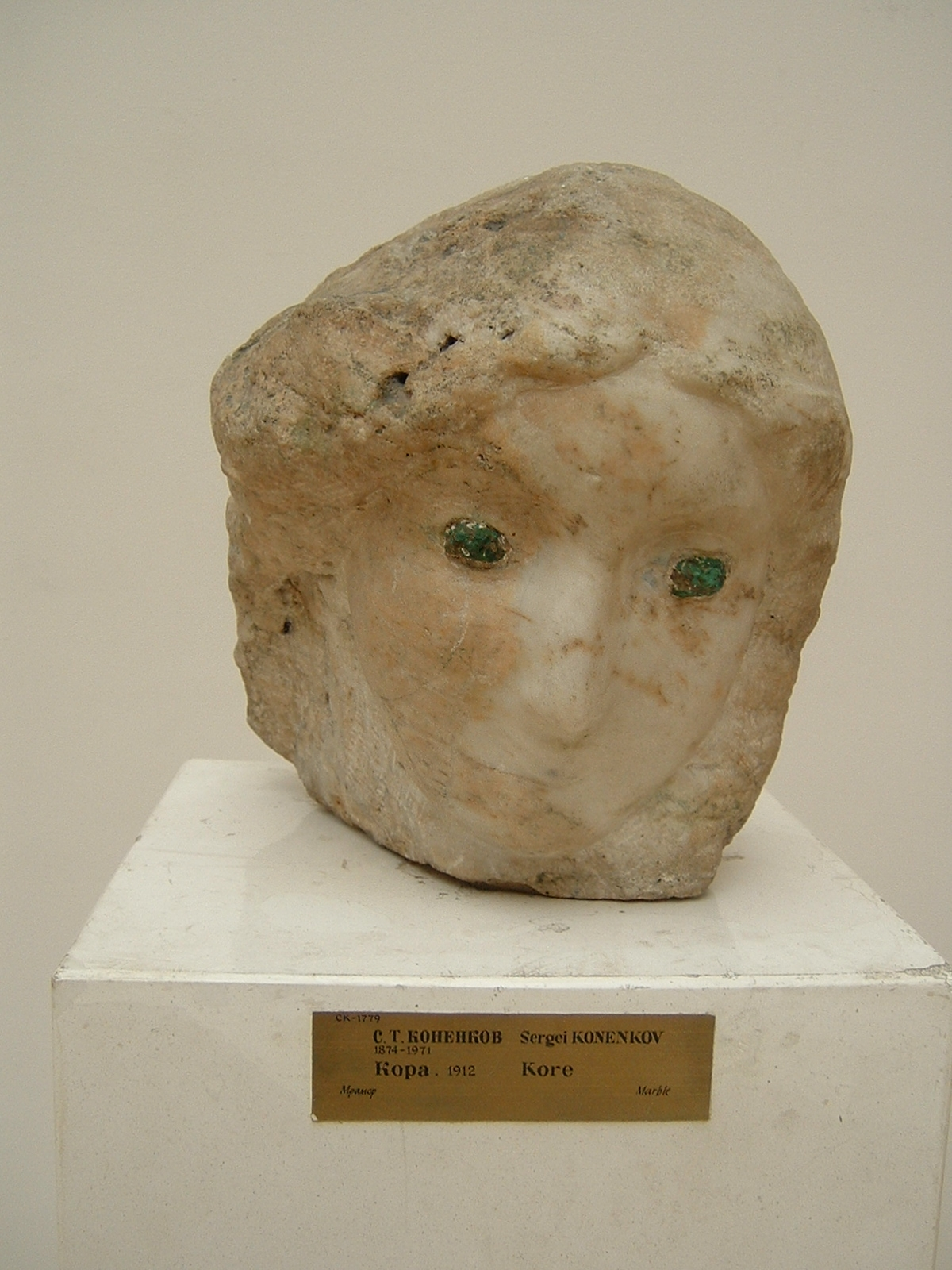
Koré (1912)
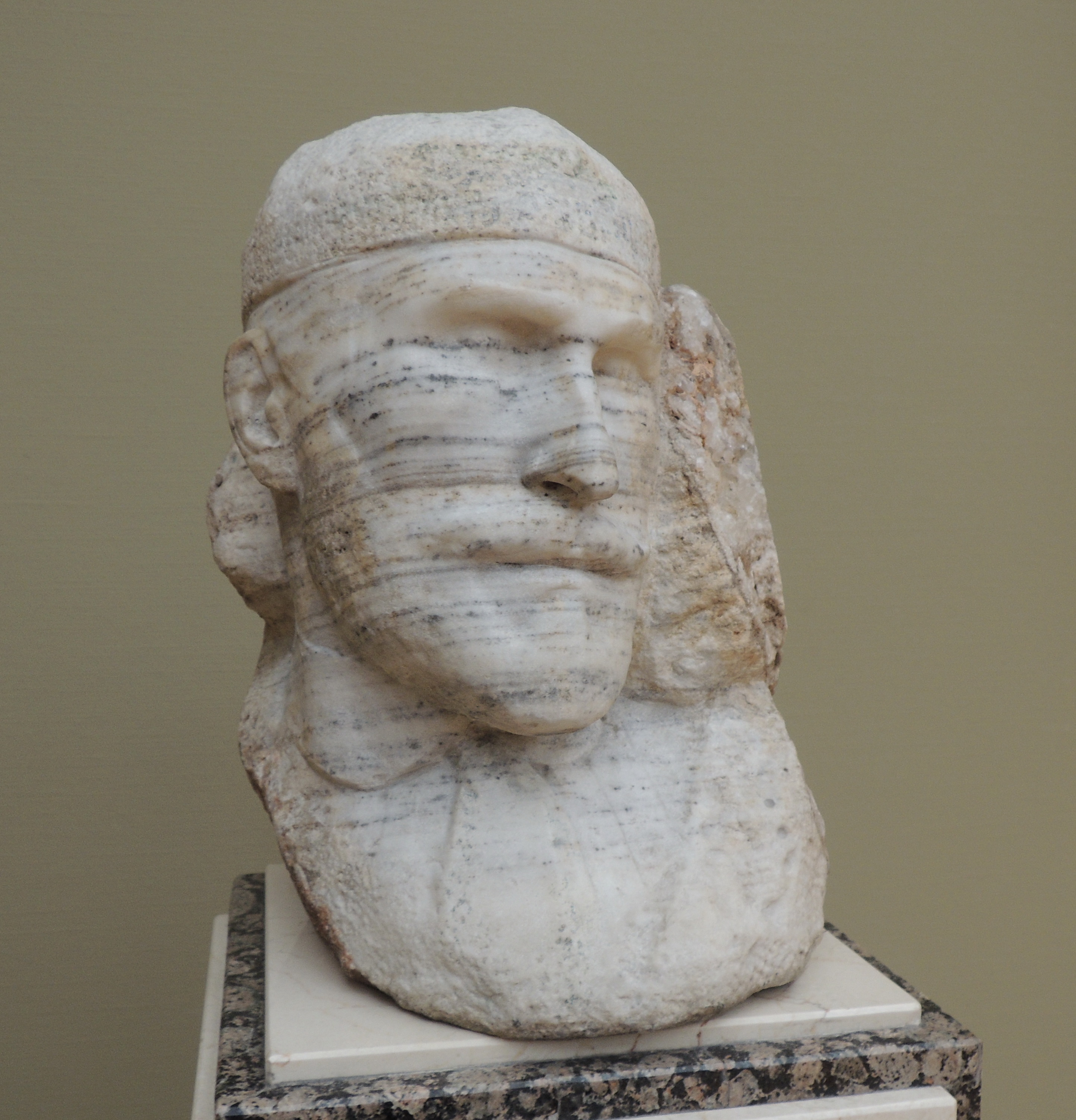
Autoportrait (1912)
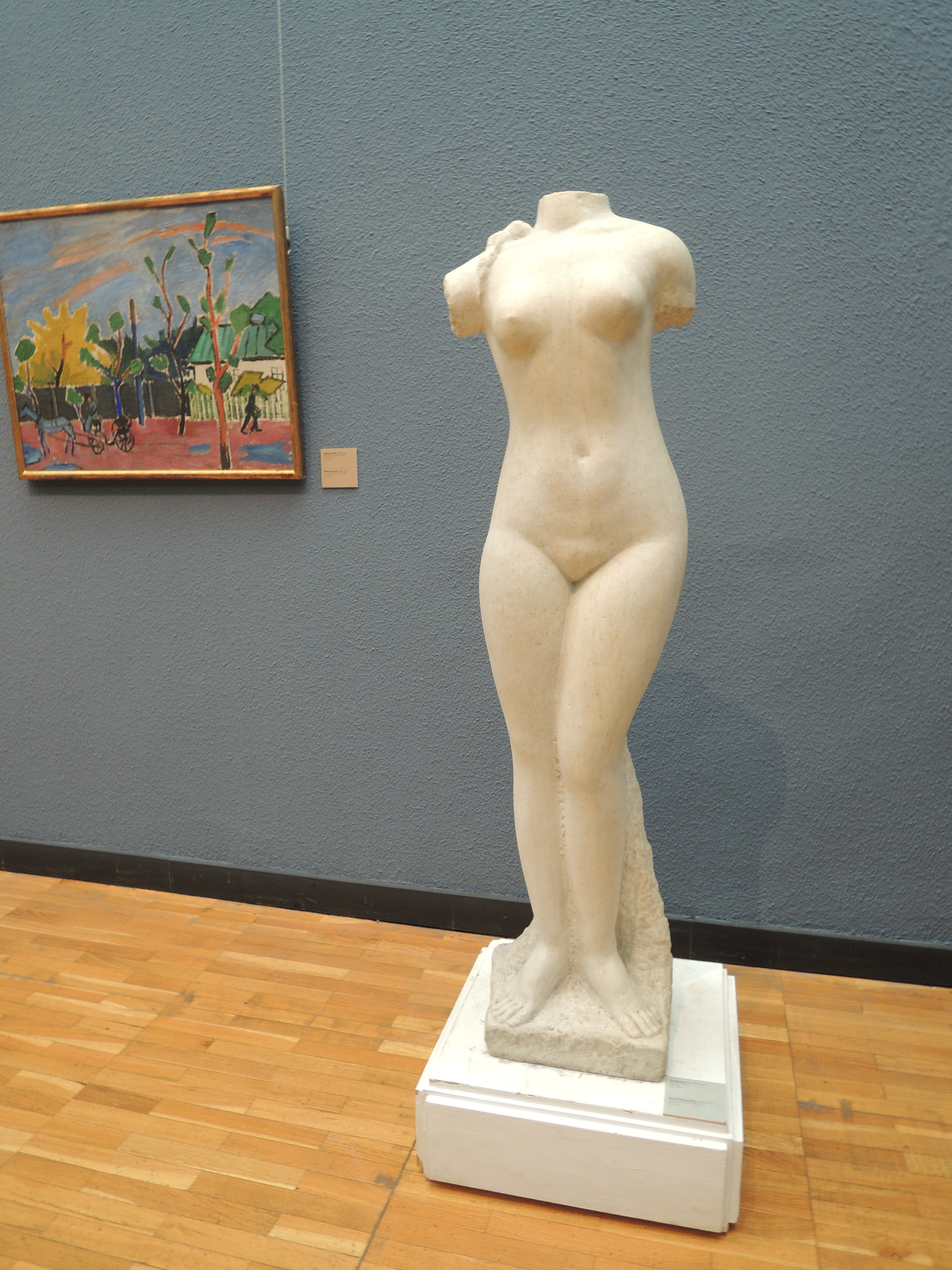
Jeune femme (1916)
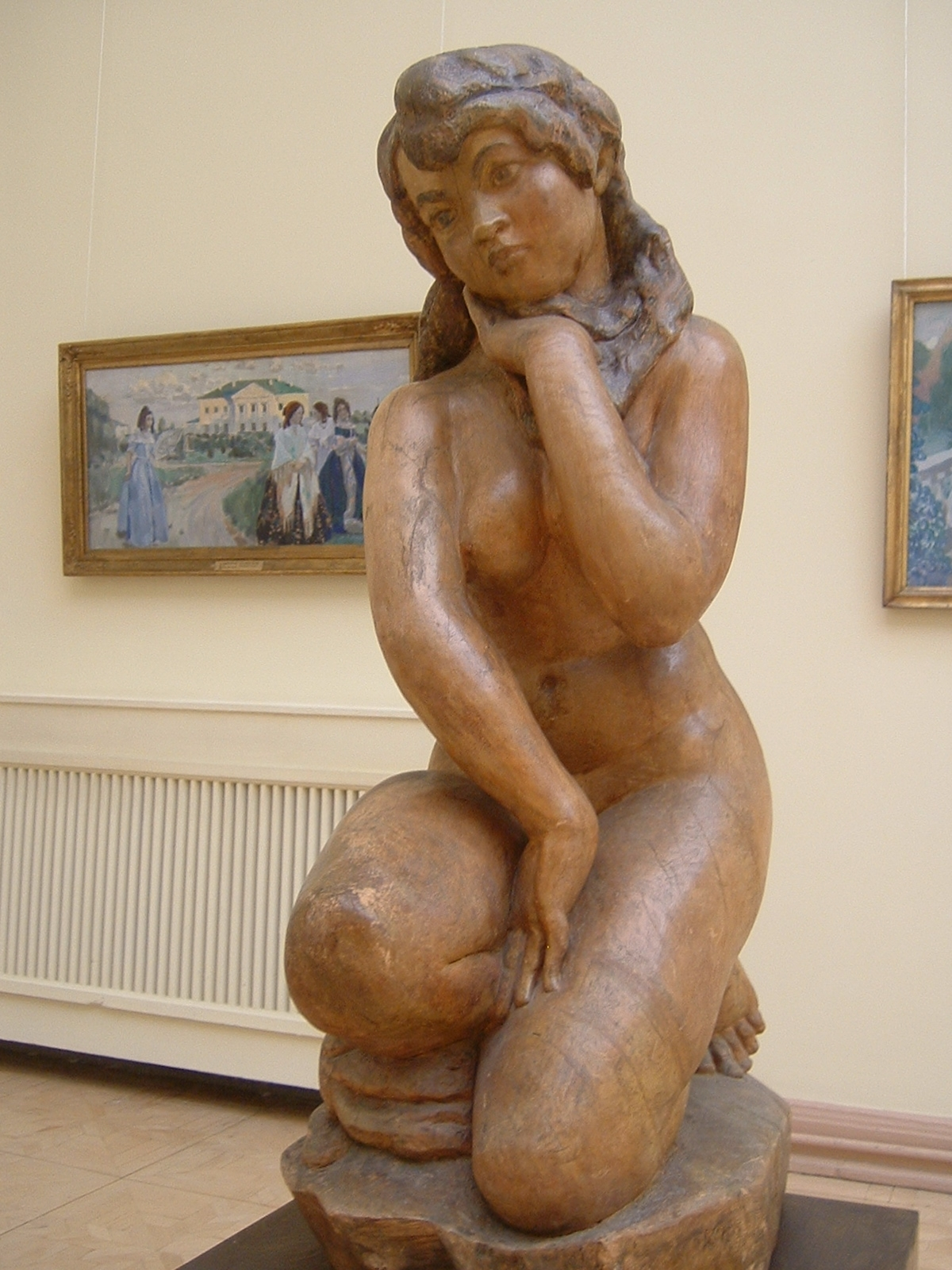
Baigneuse (1917)
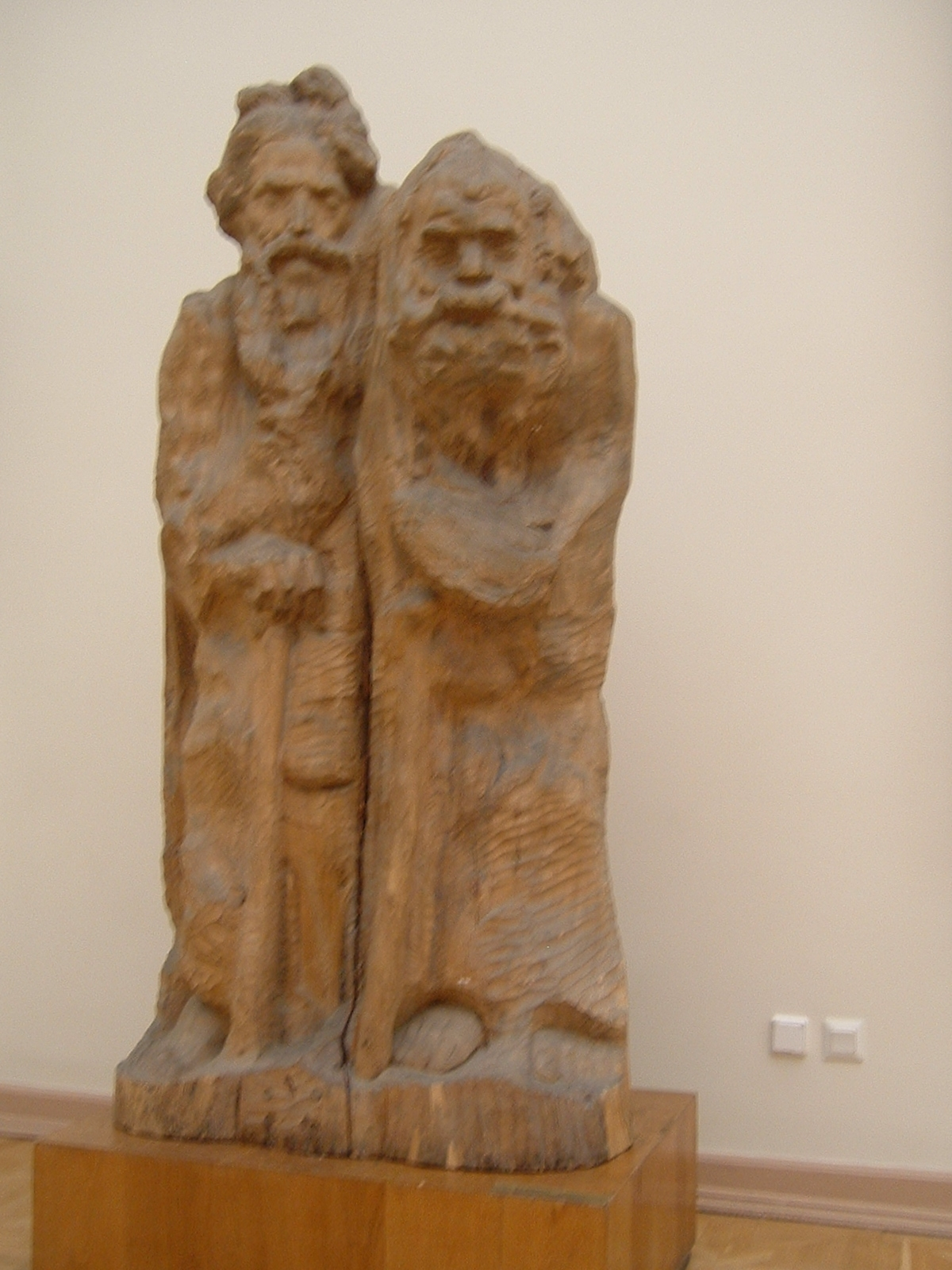
La Fraternité des mendiants (1917)

## Vie privée
Il épouse en premières noces Tatiana Yakovlevna dont il a un fils, Kirill Sergueïevitch (1909-2000), ingénieur-constructeur, père d'Alla Kirillovna Konionkova, candidate au doctorat en culturologie.
Il se remarie en 1922 avec Margarita Ivanovna Vorontsova (1895-1980), fille d'un avocat de Sarapoul. Ils n'ont pas d'enfants.